# Eupraxia Dobrodeia de Kiev
Eupraxia Dobrodeia de Kiev (morte le 16 novembre 1131) est une princesse Rus’, première épouse du co-empereur byzantin Alexis Comnène. Elle est également l’auteure du premier traité de médecine connu rédigé par une femme.

## Biographie
Née à Kiev au début du XIIe siècle, Eupraxia est la fille de Mstislav Ier et de Christine Ingesdotter. Vers 1122, elle épouse Alexis Comnène, fils aîné et co-empereur de l’empire byzantin avec son père Jean II Comnène. Elle reçoit le titre d’impératrice (basileus), et le nom d’Irène, d’après sa belle-mère, l’impératrice Irène de Hongrie. Eupraxia et son époux ont une fille, Maria, née en 1125.
À la cour impériale de Constantinople, elle rejoint un cercle d’intellectuelles, comptant notamment Anne Comnène, au sein duquel elle est encouragée à poursuivre ses propres intérêts savants. Elle est décrite par ses contemporains comme une princesse qui « n’est pas née à Athènes, mais qui a appris la sagesse des Grecs ». L’ecclésiastique Théodore Balsamon rapporte qu’elle « a une fascination pour les méthodes de guérison ». Elle est l’auteur du traité Alimna dans lequel sont décrits divers baumes et leur efficacité. Il s’agit du premier traité médical connu rédigé par une femme. Des fragments de ces travaux sont conservés à la bibliothèque Laurentienne à Florence. Elle étudie également le médecin antique Galien et traduit une partie de ses travaux en russe.
Eupraxia meurt de causes inconnues le 16 novembre 1131. Après sa mort, Alexis Comnène épouse la princesse géorgienne Cata Bagration.